# STS-108

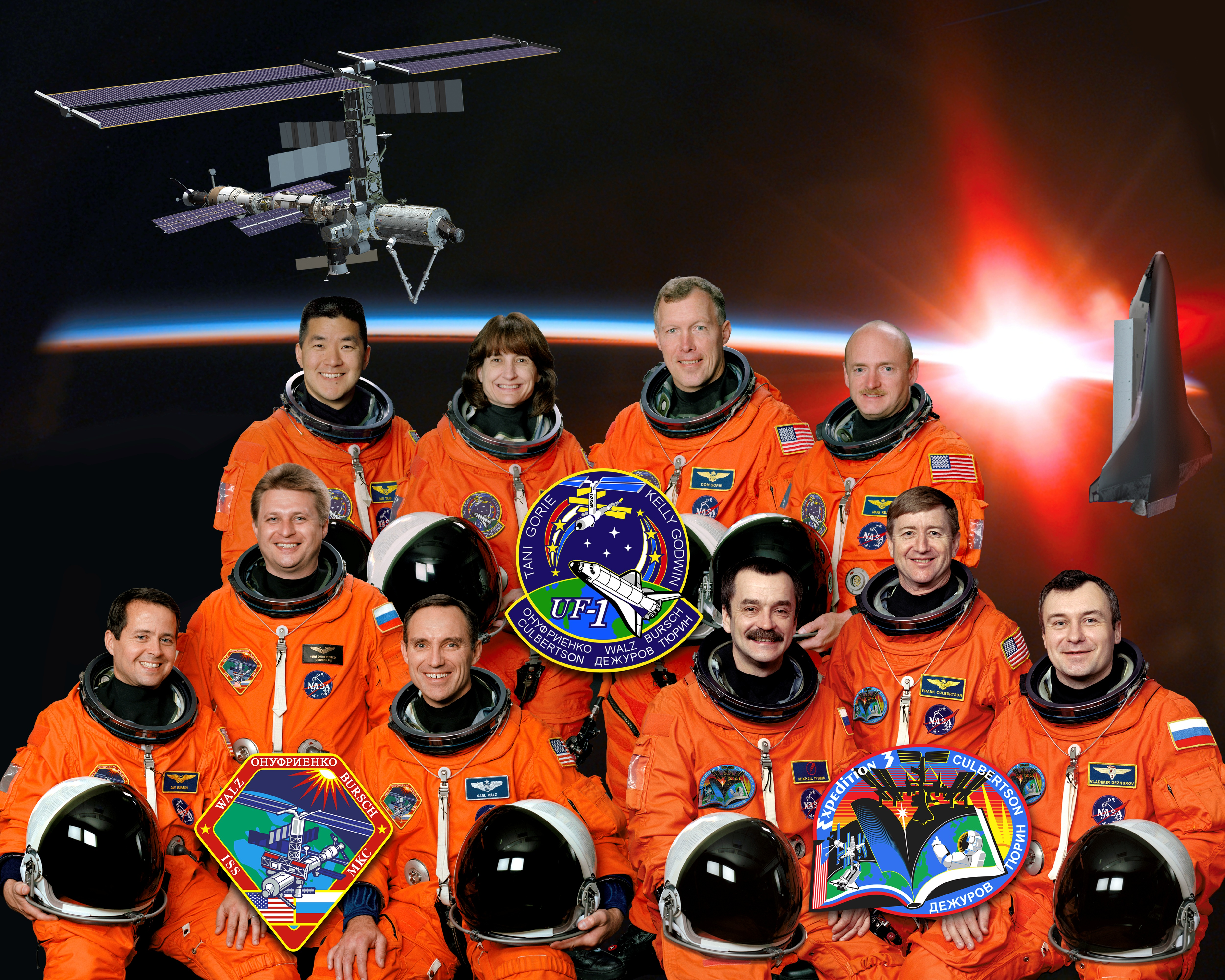
Załoga misji STS-108 (stoi) z załogami Ekspedycji 3 (siedzi po prawej) i 4 (siedzi po lewej) na ISS

STS-108 (ang. Space Transportation System) – misja amerykańskiego wahadłowca Endeavour do Międzynarodowej Stacji Kosmicznej, która miała za cel dostarczenie zaopatrzenia i wymianę załóg Ekspedycji 3 i 4 ISS.
Był to siedemnasty lot promu kosmicznego Endeavour i sto siódmy programu lotów wahadłowców.

## Załoga
źródło
- Dominic L. Gorie (3)* – dowódca
- Mark E. Kelly (1) – pilot
- Linda Godwin (4) – specjalista misji 1
- Daniel M. Tani (1) – specjalista misji 2

### Przywieziona załoga 4 ISS
- Jurij Onufrijenko (2) – dowódca ISS (RKA, Rosja)
- Carl E. Walz (4) – inżynier pokładowy ISS
- Daniel W. Bursch (4) – inżynier pokładowy ISS

### Odwieziona na Ziemię załoga 3 ISS
- Frank L. Culbertson, Jr. (3) dowódca ISS
- Michaił Tiurin (1) – inżynier pokładowy ISS (RKK Energia)
- Władimir Dieżurow (2) – dowódca statku Sojuz (RKA)

*(liczba w nawiasie oznacza liczbę lotów odbytych przez każdego z astronautów)

## Parametry misji
- Masa:
  - startowa orbitera: ? kg
  - lądującego orbitera: ? kg
  - ładunku: 4082 kg
- Perygeum: 353 km[5]
- Apogeum: 377 km[5]
- Inklinacja: 51,6°[5]
- Okres orbitalny: 91,8 min[5]

## Dokowanie do stacji ISS
- Połączenie z ISS: 7 grudnia 2001, 20:03:29 UTC[1]
- Odłączenie od ISS: 15 grudnia 2001, 17:28:00 UTC[1]
- Łączny czas dokowania: 7 dni 21 godzin 24 minuty 31 sekund

## Spacer kosmiczny
- Godwin i Tani – EVA 1

Początek EVA 1: 10 grudnia 2001 – 17:52 UTC
Koniec EVA 1: 10 grudnia – 22:04 UTC
Łączny czas trwania: 4 h, 12 min

## Cel misji
Dwunasty lot wahadłowca na stację kosmiczną ISS – dostawa zapasów w kontenerze MPLM Raffaello, powrót trzeciej załogi orbitalnej (przyleciała na stację w misji STS-105 i spędziła 128 dni 20 godzin 45 minut w kosmosie), którą zastąpiła czwarta załoga.